# La Libre Belgique
La Libre Belgique, couramment dénommée « La Libre », est un quotidien belge de langue française qui couvre l'ensemble de l'actualité nationale et internationale. Sa devise est « Faisons vivre l'info ».
La Libre est l'un des grands journaux belges francophones à tirage payant. Il constitue l'un des deux quotidien de référence en Belgique francophone avec le journal Le Soir,,. Historiquement catholique, il ne se revendique d'aucun bord politique.

## Ligne éditoriale
Tout comme son semblable en langue néerlandaise, De Standaard, La Libre Belgique a longtemps eu une forte tendance catholique, avant de s'ouvrir vers d'autres points de vue dès 1999. Elle est aujourd'hui plutôt critique envers les positions de l'Église catholique,, selon Christian Laporte, chroniqueur religieux du journal. Elle est aussi vue comme de tendance monarchiste.
Sur le plan socio-économique, le journal dit défendre « l'économie de marché au service du développement social » et sur le plan institutionnel, il « se place clairement, dans le débat communautaire, du côté de la défense des intérêts francophones », indique-t-il en 2005.

## La Libre Eco
Après 18 mois de travail et de réflexion, la Libre Eco voit le jour le 10 septembre 2019 et prend pour slogan le célèbre « Nous décodons. Vous décidez ». Son but est d'apporter aux lecteurs une information claire et précise à propos des différents sujets économiques et financiers (vie des entreprises et start-ups, placements, immobilier, tendances conjoncturelles, etc.) et de fournir des modules comparatifs intéressants, ainsi que des chroniques d'experts renommés.

## Histoire
La Libre Belgique commence son histoire en 1884 sous le nom Le Patriote, à l'initiative de Louis Jourdain et Victor Jourdain et avec le soutien de personnalités du monde politique catholique telles qu'Auguste Beckers. Le Patriote se positionne par un journalisme offensif, lié à la cause politique catholique, mais se veut respectueux des autres idées.

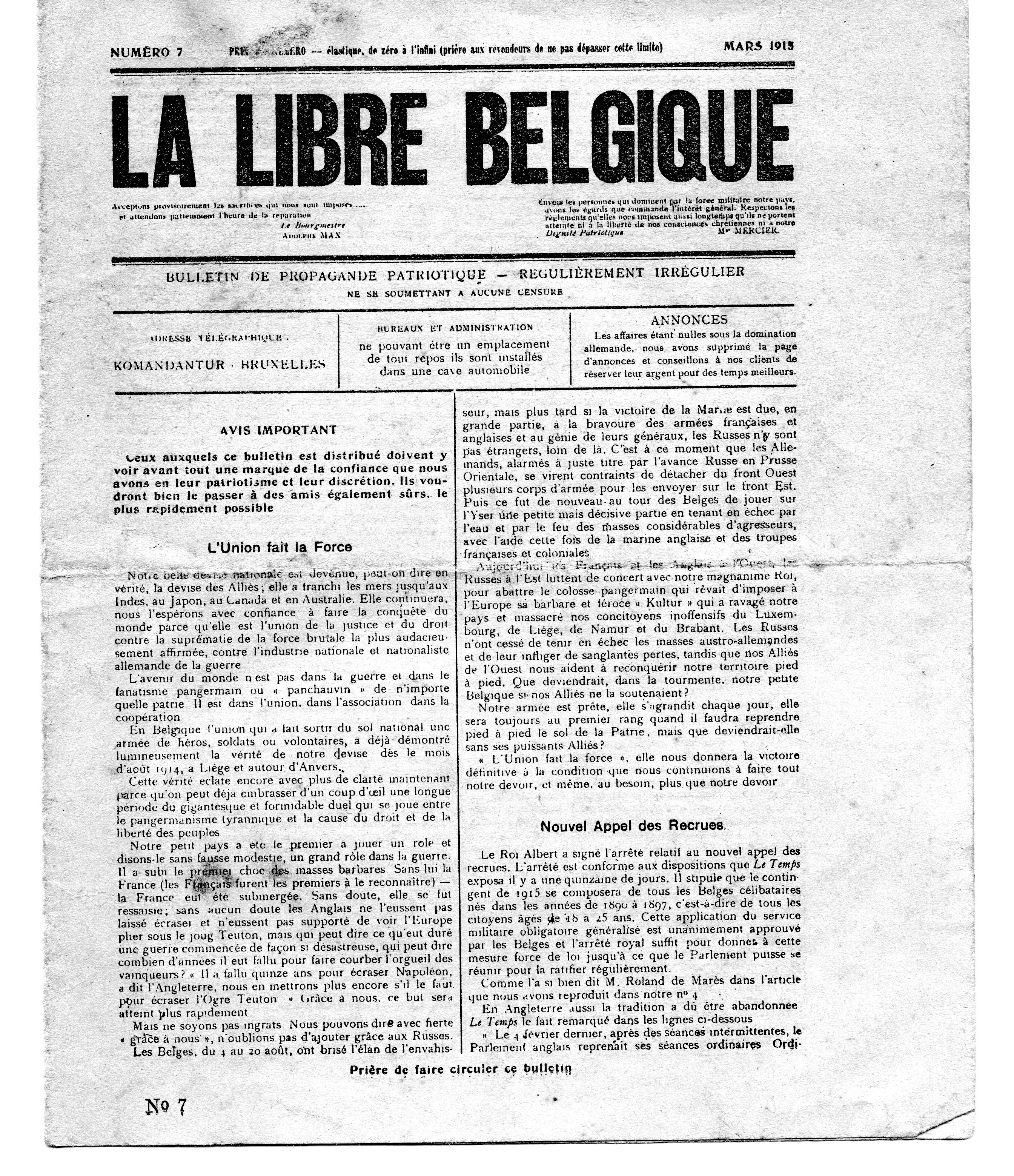
Édition clandestine de la La Libre Belgique, no 7, mars 1915, page 1. Dimensions :

En 1914, alors que commence la Première Guerre mondiale, le journal refuse de se plier aux volontés de l'envahisseur allemand et est réduit au silence. Il opte alors pour des publications clandestines, dès février 1915 après quelques mois de silence, et reçoit son nom de guerre : La Libre Belgique. Après l'armistice, un débat secoue la direction : faut-il garder le nom « La Libre Belgique » ou revenir au nom de base « Le Patriote » ?
C'est le 18 novembre 1918, après la dernière édition clandestine du 12 novembre, qu'apparaît le premier numéro de La Libre Belgique, juste après la mort des frères Jourdain, terrassés par la grippe espagnole les 7 et 31 octobre 1918. On y annonce que, tant qu'il y aura du papier, les lecteurs du Patriote recevront La Libre Belgique.
Dès 1940 et durant la Seconde Guerre mondiale, La Libre Belgique revient à la clandestinité, mais continue d'être publiée avec une régularité sans faille, grâce à deux avocats : Robert Logelain et Paul Struye, qui sont rapidement rejoints par Marie-Louise Hénin et Michel Goffart. Au total, ce sont 85 numéros, sous forme de bimensuel de 4 à 8 pages, qui paraissent jusqu'en septembre 1944. Le journal reparaît dès le 6 septembre 1944 sous sa forme d'origine. Il se veut alors catholique, conservateur, monarchiste et opposé au communisme.
En 1985-1986, les six frères et sœurs de la famille le Hodey dont François décident d’investir dans le Groupe d’édition IPM (à l'époque "La Libre Belgique" et « La DH ») pour le restructurer et le développer. Jean-Paul Duchâteau est rédacteur en chef du journal de 1992 à 2002 (démission pour raison de santé).

## Diffusion
En 2002, une deuxième grande réforme du journal (après celle de 1999) a lieu : il est publié au format tabloïd et sa mise en page est repensée tout en s'inscrivant toujours plus comme un journal de « débat ». Début mai 2009, La Libre passe à un format encore plus compact avec l'utilisation d'une technique de « cuisson » des encres (heatset) qui a pour but de ne plus tacher les doigts des lecteurs. Le 18 novembre 2008, un problème technique survient : seulement quatre exemplaires sortent des presses ce jour-là.
La Libre Belgique appartient aujourd'hui au groupe IPM qui édite six éditions régionales :
- La Libre Belgique Brabant wallon (dans la province du Brabant wallon) ;
- La Libre Belgique Bruxelles (dans la Région de Bruxelles-Capitale) ;
- La Libre Belgique Flandre (dans la Région flamande) ;
- La Libre Belgique Gazette de Liège (dans la province de Liège) ;
- La Libre Belgique Hainaut (dans la province de Hainaut) ;
- La Libre Belgique Namur-Luxembourg (dans la province de Namur et la province de Luxembourg).

Le groupe IPM édite aussi La Dernière Heure.

## Quelques chiffres
- Diffusion payante : 33 600 exemplaires quotidiens en 2018-2019[16].
- Lectorat : 225 830 lecteurs quotidiens (papier et digital), en 2018-2019, selon le CIM[16].
- François le Hodey affirme dans La Libre du 20 janvier 2007 que le groupe IPM qui détient La Dernière Heure et La Libre Belgique vend plus de journaux en 2007 qu'en 1987, vingt ans plus tôt. Ce n'est plus vrai, depuis le 3e trimestre 2008 : Libre et DH cumulent alors 122 380 ventes et abonnements, contre 135 098, en 1987 (source : CIM).
- En 1987, La Libre fait authentifier pour la première fois ses chiffres par le CIM : sa diffusion payante est alors de 66 763 exemplaires.
- C'est le seul quotidien belge francophone à avoir une réelle audience en Flandre, à hauteur de 14 %[réf. nécessaire].

## Bataille contre Google
La Libre Belgique, au travers de la société Copiepresse qui gère les droits d'auteur de plusieurs organes de presse belges, a intenté un procès à Google afin que ce dernier paie des droits d'auteur pour l'indexation de ses articles dans son service Google News. Google, ayant perdu en première instance et en appel, a préféré sortir de son index de recherche le domaine lalibre.be en entier, non seulement du service News mais également dans un premier temps de la recherche universelle, pour ensuite la réintégrer à cette dernière quelque temps après.